# Piccalilli
Le piccalilli est une recette de condiment à base de vinaigre, composée de légumes coupés et d'épices, qui appartient à la famille des pickles originaires de l'Inde.

## Recette de base
Cette recette prend sa source dans les traditions culinaires indiennes (pickles, chutney), et ce mot lui-même dérive de paco-lilla, puis piccalillo (d'après l’Oxford English Dictionary).
Les ingrédients qui la composent peuvent inclure des cornichons, du chou-fleur, des oignons, des tomates vertes, du chou et potentiellement un grand nombre de légumes. Les légumes sont d'abord découpés en petits morceaux ; ils sont ensuite blanchis et additionnés d'un mélange de moutarde, de vinaigre, de sel, de sucre et d'épices, telles que le curcuma, cette épice étant à l'origine de la couleur jaune de beaucoup de piccalillis.

## Piccalilli britannique

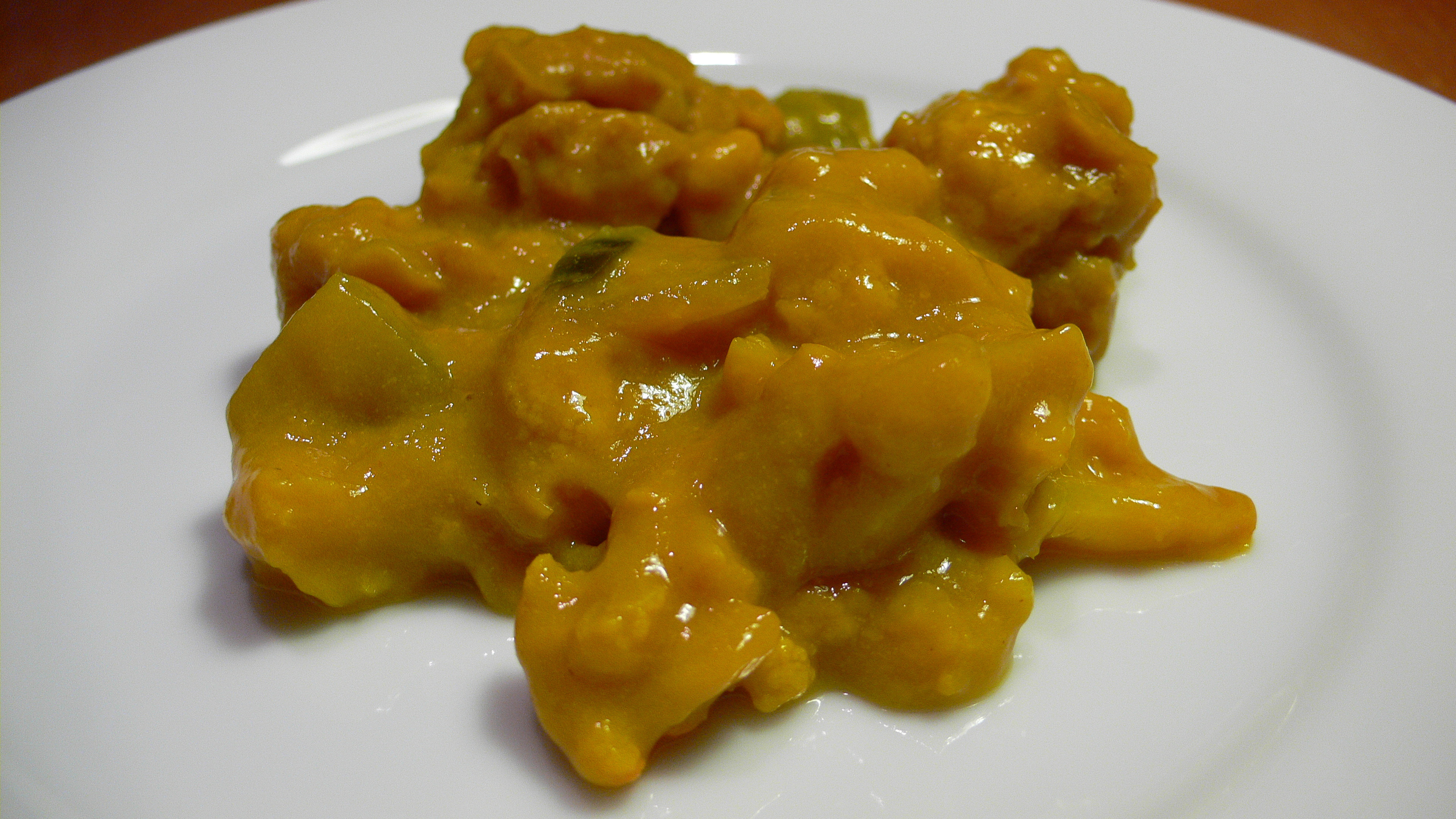
Du piccalilli britannique.

Le piccalilli apparaît en Angleterre au milieu du XVIIIe siècle. Vendu sous la forme de conserve, il contient divers légumes — en particulier du chou-fleur —, de la moutarde et du curcuma. Il est proche, de par sa texture, des conserves au vinaigre de malt de type Branston (en), sauf qu'il est plus fort, moins sucré, de couleur jaune vif (par l'utilisation du safran des Indes) plutôt que brun, que les morceaux sont plus grands, et qu'il est habituellement employé comme accompagnement de plat plutôt qu'étalé sur du pain. C'est un produit de grande consommation, et il est habituellement employé comme condiment entrant dans la composition du ploughman's lunch.

## Piccalilli des États-Unis
Le piccalilli américain que l'on trouve dans le commerce contient des cornichons finement hachés, il est de couleur vert clair et a une saveur sucrée. Il est souvent employé comme condiment dans les hot-dogs. Il peut être mélangé à de la mayonnaise ou de la crème fraîche. D'autres recettes contiennent des tomates, les oignons et des poivrons verts.
Le piccalilli américain est connu au Québec (Canada), sous l’appellation de relish.

## Piccalilli de Belgique
Le piccalilli belge est une sauce à base de légumes, de vinaigre, de sucre, de moutarde et de curcuma. Les légumes utilisés sont les petits oignons, les cornichons, le chou-fleur. Les pickles sont une métonymie pour désigner des frites au piccalilli. C'est également un condiment populaire pour accompagner les côtes de porc (sauce Blackwell), la viande chevaline et le cervelas (saucisse).